# ロッド・ハーディ
ロッド・ハーディ（Rod Hardy）は、オーストラリアの映画監督。

## 監督作品
- SUPERNATURAL　スーパーナチュラル シーズン6
- コバート・アフェア シーズン1
- メンタリスト シーズン2
- レバレッジ　～詐欺師たちの流儀 シーズン2
- レバレッジ　～詐欺師たちの流儀 シーズン1
- バトルスター・ギャラクティカ シーズン4
- 女捜査官グレイス　～天使の保護観察中 シーズン2
- バーン・ノーティス　元スパイの逆襲 シーズン2
- ザ・プロテクター/狙われる証人たち シーズン1
- バーン・ノーティス　元スパイの逆襲 シーズン1
- ディセンバー・ボーイズ
- バトルスター・ギャラクティカ シーズン3
- バトルスター・ギャラクティカ シーズン2
- バトルスター・ギャラクティカ シーズン1
- 新・真昼の決闘
- ディープ・シー20000
- ロビンソン・クルーソー
- バッファロー・ガールズ
- 子鹿物語
- 吸血の館